# حقيقة الخديعة
حقيقة الخديعة، رواية صدرت عام 2001 من تأليف الكاتب الأمريكي دان براون الثالثة.

و كغيرها من رواياته، اعتمدت على نظرية مؤامرة سرية تدور في غفلة من المواطنين العاديين.

تتحدث هذه الرواية عن مؤامرة تقوم بها وكالة الأبحاث الأمريكية مع وكالة ناسا لإقناع العالم بحقيقة حجر نيزكي، خلال السباق إلى البيت الأبيض، وذلك لأغراض إسكات الانتقادات الموجهة إلى الوكالة، ولأغراض خفية.
عبر فرقة دلتا فورس يسعى المتآمرون لإسكات العلماء الذين اكتشفوا الحقيقة، لكن الحقيقة تظهر في النهاية. حقيقة الخديعة.

تُناقش هذه الرواية فساد السياسيين الأمريكيين، وسطوة وسائل الإعلام الكبرى، كما تناقش قوة الوكالات الخاصة، والفرق التي لا يعلم الناس عنها.

أيضاً تناقش مفاهيم كالولاء للوطن والعائلة، وتقديم الوطن على العائلة في الولاء.

و تتحدث عن الاكتشافات العلمية الجديدة غير المعروفة.

كغيرها من روايات براون، أُعيد طبعها بعد النجاح الكبير الذي لاقته رواية شيفرة دا فينشي، وتُرجمت إلى العربية.

## شخصيات الرواية
راشيل سيكستون - تتزعم أهم منصب في دائرة اختصار المعلومات في مكتب الاستطلاع القومي (الوسيط الاستخباراتي للبيت الأبيض)، وابنة السيناتور سيدجوك سيكستون.
زاكاري هيرني - رئيس الولايات المتحدة الأمريكية.
السيناتور سيدجوك سيكستون - المرشح الجمهوري لرئاسة الولايات المتحدة الأمريكية.
غابرييل آش - المساعدة الشخصية لسيكستون.
دلتا1، دلتا2، دلتا3 - أعضاء في قوة مكافحة الإرهاب الأمريكية، التي تمنح أعمالها حصانة كاملة من القانون.
وليام بيكرينغ - مدير مكتب الاستطلاع.
مارجوري تينش - مستشارة الرئيس الأعلى مقاما.
لورانس ايكستروم - رئيس ناسا.
مايكل تولاند - مقدم برنامج وثائقي تلفزيوني يدعى«البحار المذهلة».
وايلي مينغ - رئيس قسم الاحاثة في جامعة كاليفورنيا.
نورا مانغور - خبيرة بالمناطق الجليدية من جامعة نيوهامبشير.
يولاندا كول - محررة للقناة الأخبارية (أي بي سي)، وصديقة غابرييل آش.
كريس هاربر - مدير قسم القمر الصناعي الماسح لكثافة القطب في المدار بودس.
المعلومات أسفله قد تكشف بعض أحداث الرواية.
بعد أن اكتشف قمر صناعي جديد لناسا جسماً نادراً بصورة مذهلة مدفوناً في أعماق المتجمد الشمالي أعلنت وكالة الفضاء المتخبطة نصراً كانت تحتاجه بشدة......نصر ذو تضمينات عميقة بالنسبة لسياسة الفضاء الأمريكية والانتخابات الرئاسية القادمة. وفي هذا الوضع العصيب للمكتب الرئاسي يرسل الرئيس محللة البيت الأبيض الاستخباراتية راشيل سيكستون إلى الحيد الجليدي في ميلني وذلك للتأكد من مصداقية هذا الاكتشاف مصحوبة بفريق من الخبراء بما فيهم العالم الأكاديمي الساحر مايكل تولاند تكتشف راشيل أمراً لا يمكن التفكير به: دليل قاطع على حيلة علمية بارعة- خديعة وقحة تهدد بإقحام العالم في جدال فظيع. ولكن قبل أن تتمكن راشيل من الاتصال بالرئيس تتعرض هي ومايكل إلى هجوم من قبل فريق مميت من السفاحين يخضع لسلطة سياسية غامضة.